# بريان مارتن
بريان مارتن (بالإنجليزية: Bryan Martin)‏ هو لاعب كرة قدم أسترالية أسترالي، ولد في 22 سبتمبر 1918، وتوفي في 26 يوليو 1983.

## وصلات خارجية
- بريان مارتن على موقع AustralianFootball.com (الإنجليزية)
- بريان مارتن على موقع AFLtables.com (الإنجليزية)